# 小小消費者
《小小消費者》是公共電視節目之社教節目，俞凱爾與呂黛麗領導春穗傳播製作，童星楊又璇與周源清主持，張弘毅音效指導，臺灣電視公司播出。播出時期不明。

## 概要
以戲劇方式的方式呈現，傳達消費者應有的消費態度。告知觀眾如何妥善運用金錢，以達開源節流。同時也傳授生活的一些小訣竅。
主題曲〈消費貓〉，李國強作詞、黃石作曲、家風唱片製作。

## 戲劇內容
「小小」與「肥肥」為一對兄妹，有一個隱藏的好友「消費貓」。如果「小小」與「肥肥」在消費時或平時生活碰到疑惑，則會以「小小肥肥找消費貓，小小肥肥找消費貓。找消費貓！請消費貓！」的口號叫出消費貓。

## 演員
肥肥（周源清飾演）
第一男主角，體態稍微肥胖。對於「吃」最無抵抗力。
命名來源，源自「消費」的「費」字，取其諧音，成為劇中角色名。
小小（楊又璇飾演）
第一女主角。
命名來源，源自「消費」的「消」字，取其諧音，成為劇中角色名。
消費貓（劉錫華配音）
藍色布偶貓。身穿黃色襯衫、藍色吊帶褲，並有一個藍色領結是其特徵。存在的目的是傳達正確的消費概念給小小與肥肥。
很怕被小小與肥肥以外的人看到。如果有外人將要靠近，則會迅速隱身，不讓外人看見。
在劇中，也身兼〈嗶嗶熱線〉的主持人。
小小與肥肥的媽媽（李慧慧飾演）
小小與肥肥的母親。